# Girls' Generation Asia Tour Into the New World
Girls' Generation Asia Tour Into the New World es el primer álbum en directo del grupo de chicas surcoreano Girls' Generation, publicado el 30 de diciembre de 2010 presentando su gira GIRLS' GENERATION - 1st Asia Tour: Into the New World.

## Antecedentes
La gira fue anunciada por S.M. Entertainment en noviembre de 2009. Las entradas para la gira salieron a la venta el 19 de noviembre, y se agotaron en 3 minutos.

Estamos felices y nerviosos de ofrecerles nuestro primer concierto en solitario. Practicaremos duro para ofrecerles una actuación memorable y carismática.<

En el concierto del Taipei Arena, celebrado en Taiwán los días 16 y 17, asistieron unas 24.000 personas. Las entradas para ambos conciertos de Girls' Generation se agotaron, estableciendo un récord de asistencia para un artista femenino extranjero (en ese momento).
La gira consistió inicialmente en dos actuaciones en Corea los días 19 y 20 de diciembre de 2009. Más tarde se anunció que el grupo daría dos conciertos "Encore" los días 27 y 28 de febrero de 2010. El concierto Encore del 27 y 28 de febrero fue diferente a su concierto de diciembre de 2009, en cuanto a la lista de canciones. El miembro de Super Junior Eunhyuk iba a aparecer como invitado en el concierto de bis, pero tuvo que retirarse porque se le diagnosticó influenza H1N1 el 26 de febrero, por lo que fue sustituido por Leeteuk y Heechul.
El concierto en Bangkok, previsto inicialmente para el 24 de julio de 2010, se pospuso indefinidamente debido a las protestas políticas tailandesas de 2010. El álbum en directo Into the New World se grabó en Seúl y se publicó el 30 de diciembre de 2010 en Corea del Sur.

## Lista de Canciones
| Disco 1 |                                                                        |          |  |
| N.º     | Título                                                                 | Duración |  |
| 1.      | «Nine Angels»                                                          |          |  |
| 2.      | «소원을 말해봐 (Genie) - Rock Tronic Remix Ver.»                       |          |  |
| 3.      | «Show! Show! Show!»                                                    |          |  |
| 4.      | «소녀시대 (Girls’ Generation)»                                         |          |  |
| 5.      | «Beginning»                                                            |          |  |
| 6.      | «It’S Fantastic»                                                       |          |  |
| 7.      | «Etude»                                                                |          |  |
| 8.      | «Ooh La-La!»                                                           |          |  |
| 9.      | «Kissing You»                                                          |          |  |
| 10.     | «년 後 (One Year Later)»                                               |          |  |
| 11.     | «좋은 사람 있으면 소개시켜줘 (A Perfect Match) [윤아] feat.이특, 신동» |          |  |
| 12.     | «Sunny (써니)»                                                         |          |  |
| 13.     | «Umbrella (티파니)»                                                    |          |  |
| 14.     | «Hush Hush; Hush Hush (태연)»                                          |          |  |
| 15.     | «Chocolate Love»                                                       |          |  |
| 16.     | «Honey (소원)»                                                         |          |  |
| 17.     | «Dear. Mom»                                                            |          |  |
| 18.     | «영원히 너와 꿈꾸고 싶다 (Forever)»                                    |          |  |
| 19.     | «사랑은 선율을 타고 (Day By Day)»                                      |          |  |
| 20.     | «동화 (My Child)»                                                      |          |  |
| 21.     | «Barbie Girl (제시카) (con Key) (SHINee)»                              |          |  |

| Disco 2 | |          |  |
| N.º     | Título | Duración |  |
| 1.      | «사랑은 선율을 타고 (Day By Day)»                                                                                           |          |  |
| 2.      | «동화 (My Child)» |          |  |
| 3.      | «Barbie Girl (제시카) con. Key (SHINee)»                                                                                    |          |  |
| 4.      | «Santa Baby [수영]» |          |  |
| 5.      | «라벨: 모음곡 「거울」제 4 곡 「어릿광대의 아침노래」[서현] (Labels: Suite "mirror" Article 4 "clown of the morning song")» |          |  |
| 6.      | «Sixteen Going On Seventeen (서현)»                                                                                         |          |  |
| 7.      | «Over the Rainbow» |          |  |
| 8.      | «1, 2 Step [유리] con. Amber (f(x))»                                                                                        |          |  |
| 9.      | «다시 만난 세계 (Into The New World)»                                                                                       |          |  |
| 10.     | «웃자 (Be Happy)» |          |  |
| 11.     | «힘 내! (Way To Go)» |          |  |
| 12.     | «Gee» |          |  |
| 13.     | «Touch The Sky» |          |  |
| 14.     | «Naengmyeon (냉면 (차가운 니 얼굴))»                                                                                        |          |  |
| 15.     | «하하하송 (HaHaHaSong)» |          |  |
| 16.     | «Complete» |          |  |
| 17.     | «Baby Baby» |          |  |
| 18.     | «Oh!» |          |  |
| 19.     | «BEAUTIFUL GIRLS FEAT.유영진»                                                                                               |          |  |
| 20.     | «Singin’ In The Rain» |          |  |

| Bonus Tracks |                                                         |          |  |
| N.º          | Título                                                  | Duración |  |
| 21.          | «카라멜 커피 (Talk To Me)_제시카, 티파니»               |          |  |
| 22.          | «Barbie Girl [제시카] con. Kim Hee-chul (Super Junior)» |          |  |

## Historial de Lanzamiento
| País        | Fecha                 | Discográfica       | Formatos |
| ----------- | --------------------- | ------------------ | -------- |
| South Korea | 18 de agosto de 2011  | S.M. Entertainment | CD/DVD   |
| Hong Kong   | 17 de octubre de 2011 | Universal Music    | CD/DVD   |
| Taiwan      | 25 de octubre de 2011 | Universal Music    | CD/DVD   |